# California Health Care Facility
California Health Care Facility alternativt California Health Care Facility – Stockton (CHCF) är ett delstatligt fängelse för manliga intagna och är belägen i San Joaquin County i Kalifornien i USA, strax sydost om staden Stockton. Fängelset förvarar intagna från alla säkerhetsnivåer och som är i behov av långvarig eller akut hälso- och/eller psykiatrisk vård. CHCF har en kapacitet på att förvara totalt 2 953 intagna och för den 27 april 2022 förvarade den 2 182 intagna., vilket gör den till USA:s största fängelse för vårdändamål.
Fängelset uppfördes 2013 till en byggkostnad på 840 miljoner amerikanska dollar och invigdes under julimånad.
Personer som varit intagna på CHCF är bland andra Hans Reiser och Phil Spector.